# Wessell Anderson
Wessell 'Warmdaddy' Anderson (Brooklyn (New York), 1966) is een Amerikaanse jazzsaxofonist.

## Biografie
Anderson groeide op in Bedford-Stuyvesant en Crown Heights en speelde al vroeg jazz op aandringen van zijn vader, die drummer was. Hij speelde vanaf zijn vroege tienerjaren in lokale clubs en studeerde aan de Jazzmobile-workshops bij Frank Wess, Charles Davis en Frank Foster. Hij ontmoette ook Branford Marsalis, die hem ervan overtuigde om bij Alvin Batiste te studeren aan de Southern University in Louisiana. Kort daarna begon Anderson te toeren met het Wynton Marsalis Septet en werkte hij halverwege de jaren 1990 samen met Marsalis. Hij bleef verder spelen met Marsalis' Lincoln Center Jazz Orchestra. In 1994 bracht hij zijn debuutalbum uit bij Atlantic Records. Eric Reed en Ben Wolfe behoorden tot degenen die als sidemen speelden. Zijn album Live at the Village Vanguard uit 1998 bevatte Irvin Mayfield, Steve Kirby, Xavier Davis en Jaz Sawyer.

## Discografie
- 1994: Warmdaddy in the Garden of Swing  (Atlantic Records)
- 1996: Ways of Warmdaddy (Atlantic Records)
- 1998: Live at the Village Vanguard (Leaning House)
- 2009: Warm It Up, Warmdaddy! (Nu Jazz)

### As sideman
Met Wynton Marsalis
- 1999: Big Train (Columbia Records/Sony Classical)
- 2005: Live at the House of Tribes (Blue Note Records)

Met Marcus Roberts
- 1990: Deep in the Shed

- Bibliothèque nationale de France: cb139243350 (data)
- Gemeinsame Normdatei: 134810198
- International Standard Name Identifier: 0000 0000 8015 9054
- Library of Congress Control Number: n92039501
- MusicBrainz: 6b214519-c77e-4fd9-a25f-9934fc91a2f0
- Nationale Bibliotheek van Israël: 987007402246405171
- SNAC: w6f048rj
- Système universitaire de documentation: 079460933
- Virtual International Authority File: 49410270
- WorldCat: E39PBJcBQYbvPyk9hCDgVWVgrq